# Therme Bad Steben

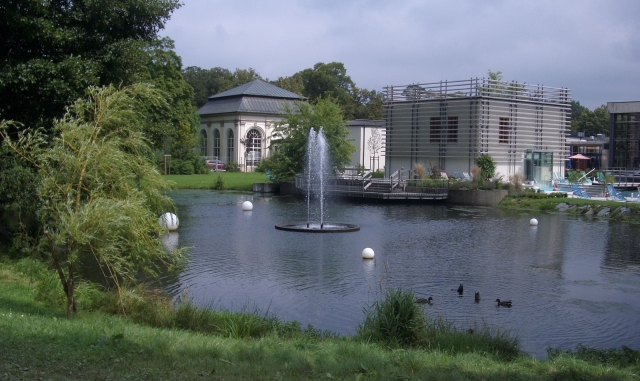
Therme Bad Steben: Pavillon des Hörens (rechts) neben der Säulenwandelhalle im Kurpark (Mitte)

Die Therme Bad Steben geht auf eine seit dem Mittelalter bekannte Mineralquelle im heutigen Markt Bad Steben im Landkreis Hof zurück. Aufgrund der Heilwirkung der Quellen wurde der Gemeinde Steben 1832 der Titel Königlich Bayerisches Staatsbad verliehen. Heute werden mit Therme Bad Steben die Kureinrichtungen des Kurorts und Heilbads bezeichnet.

## Geschichte

### Heilquellen
Erstmals erwähnt wurde eine Mineralquelle in Steben in den Jahren 1443 und 1444, weitere Urkunden aus dem 15. und 16. Jahrhundert bezeugen den Sauerbrunnen. Im Jahre 1687 beschrieb der Bayreuther Hofprediger und Geschichtsprofessor Johann Georg Layritz die Geroldsgrüner Trinkquelle (heute Max-Marien-Quelle), 1690 wurde unter dem Namen Crenae Stebenae die erste Veröffentlichung über die medizinische Wirkung des Stebener Sauerbrunnens durch den Hochfürstlich Brandenburgischen Leib-, Hof- und Stadtmedikus Gottfried Stein zu Bayreuth herausgegeben.
Die zweite Heilquelle (heute Tempel-Quelle) wurde 1729 erstmals erwähnt, anderen Aufzeichnungen zufolge bestand sie bereits 1691. Aus dem Jahre 1736 stammt die erste quantitative Analyse des Stebener Säuerlings; die 1790 ergrabene Tornesi-Quelle wurde 1828 aufgegeben; 1802 wurde der dritte und 1804 der vierte Brunnen gegraben, 1855 standen sieben verschiedene Brunnen zur Verfügung.
1809 wurden die stündlichen Wassermengen der vier Quellen wie folgt beschrieben:
| Erste Quelle  | 28.559 Kubikzoll |
| Zweite Quelle | 42.119 Kubikzoll |
| Dritte Quelle | 29.423 Kubikzoll |
| Vierte Quelle | 30.414 Kubikzoll |

Insgesamt waren es stündlich 130.515 Kubikzoll oder etwa 5.000 Liter.
1851 erhielt die Max-Marien-Quelle anlässlich eines Besuchs des bayerischen Königs Maximilian II und der Königin Marie ihren Namen. 1871 erfolgte die Bohrung der Wiesenquelle und 1874 der Tempelquelle.
Die heutigen Quellen:
- Tempel-Quelle: radonhaltiges Wasser
- Wiesen-Quelle: Calcium-Magnesium-Hydrogencarbonat-Säuerling
- Max-Marien-Quelle: Calcium-Hydrogencarbonat-Säuerling
- Jean-Paul-Brunnen: Das Wasser enthält seit vielen Jahren keine Mineralstoffe mehr und wird direkt in die Kanalisation geleitet.

### Entwicklung der Kureinrichtungen

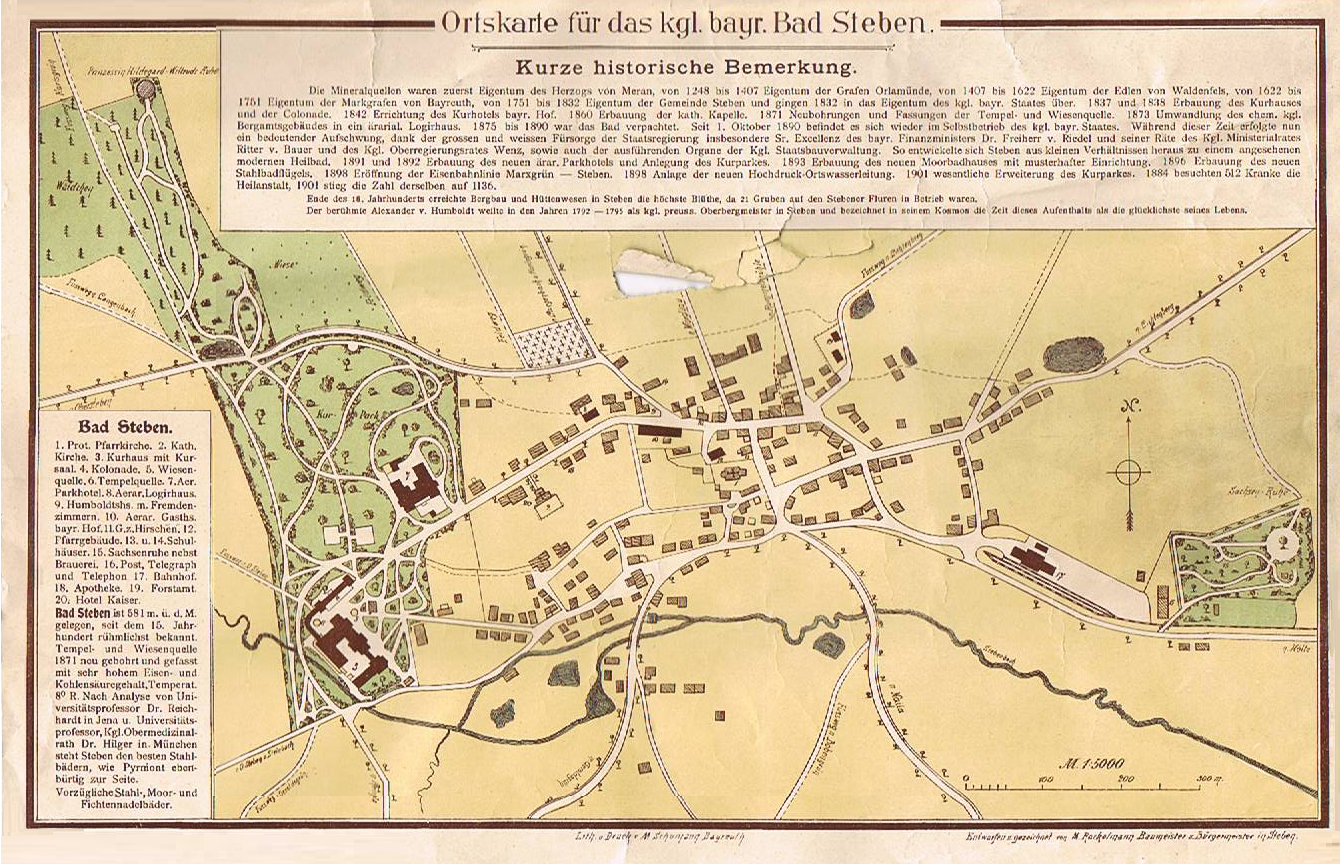
Karte von Bad Steben mit Kuranlagen etwa Ende 1800, Anfang 1900

Der Königliche Landeshauptmann Philipp Ludwig von Weitershausen ließ 1787 in Leipzig und Hof eine für die „mineralischen Gesundbrunnen zu Steben und Langenau“ werbende Schrift verbreiten. Neben der Beschreibung der Gasthöfe und anderer Unterkünfte mit insgesamt 38 Räumen sowie den verschiedenen Heilwirkungen des „Gesundbrunnens“ sind in dieser Schrift auch umfangreiche Vorschläge zur Verbesserung der Infrastruktur und zur Errichtung eines Badehauses dargestellt. Auch wurde bereits eine Art Kurtaxe vorgeschlagen: „könte monatlich eine kleine Collecte bei den Badegästen gesammlet werden, dazu vermuthlich ein ieder mit Freuden beitragen wird“. 1788 erschien die erste gedruckte Kurliste von Steben.
Ein erstes staatliches Kurhotel wurde 1788 errichtet, aus verschiedenen Gründen aber nicht als solches genutzt.
Die Gemeinde Steben wurde 1832 zum „Königlich Bayerischen Staatsbad“ erhoben, 1834 verkaufte die Gemeinde für 600 Gulden die Heilquellen an den bayerischen Staat. In den folgenden Jahren, von 1837 bis etwa 1850 wurden verschiedene Kureinrichtungen geschaffen: ein Badehaus nach Entwürfen von Leo von Klenze mit einer Wandelhalle, das erste staatliche Kurhotel (Bayerischer Hof) und der erste Kurpark (heute Sachsenruh). Um 1870 hatte Bad Steben jährlich 600 Kurgäste. 1892 kam das zweite staatliche Kurhotel (Parkhotel) und 1902 das dritte (Parkschlößchen) hinzu. 1911 wurde das Kurhaus eingeweiht.

### Therme Bad Steben
Der Vorgängerbau der heutigen Therme, das Badehaus Jean-Paul-Bad, wurde in den Jahren von 1974 bis 1979 nach Plänen von Rudolf Wienands errichtet. 1997 wurden die staatlichen Kureinrichtungen privatisiert und in die Bayerischen Staatsbad Bad Steben GmbH übergeführt. Nach größeren Umbaumaßnahmen und Erweiterungen des Jean-Paul-Bades wurde im Dezember 2004 die Therme Bad Steben eröffnet. Bei der Gestaltung wurde der für den Frankenwald typische Schiefer verwendet.

## Kureinrichtungen

### Wasserwelten
Das Herzstück der Therme Bad Steben bildet die große Badehalle mit dem auf 30 °C beheizten Badebecken und dem Whirlpool mit einer Wassertemperatur von 36 °C. Im Innenbereich gibt es außerdem die Vital-Halle, den Pavillon des Hörens und den Pavillon des Fühlens.
Im Außenbereich erwarten den Besucher Massagedüsen, Nackenduschen und Sprudel-Liegen im 36 °C warmen Sole-Außenbecken, „Champagner-Liegen“, ein Außenströmungskanal sowie eine Duftgrotte.

### Saunaland
Das Saunaland besteht aus einem Aroma-Dampfbad und vier weiteren Saunen. Vom Innenbereich erreichbar sind die Aufguss-Sauna und zwei weitere Blockhaussaunen: die finnische Feuersauna und die Bio-Kräutersauna. Im Saunagarten befindet sich die Erdsauna.

### Wellness-Dome
Im September 2007 wurde das Angebot der Therme um den Wellness-Dome erweitert. In einer Schieferhöhle erleben die Besucher innerhalb einer Stunde einen Tag am Meeresstrand vom Sonnenaufgang bis zum Sonnenuntergang.

## Heilanzeigen
- Rheumatische Erkrankungen
- Degenerative Erkrankungen der Gelenke und der Wirbelsäule
- Erkrankungen des Stütz- und Bewegungsapparates
- Herz- und Gefäßkrankheiten
- Nervöse Erschöpfungszustände
- Frauenleiden